# Brian Carroll
Brian Carroll, né le 20 juillet 1981 à Springfield, Virginie, est un joueur international américain de soccer évoluant au poste de milieu défensif.

## Biographie
Ne bénéficiant d'aucun temps de jeu en MLS au cours de sa première saison professionnelle avec D.C. United, il est prêté aux Kickers de Richmond, formation de A-League le 24 juin 2003.
En novembre 2006, il effectue un essai avec le club français de l'Olympique de Marseille avant de prolonger pour une saison avec D.C. United.
Le 21 novembre 2007, lors du repêchage d'expansion, il rejoint les Earthquakes de San José. Le 26 novembre suivant , il est échangé avec le joueur du Crew de Columbus, Kei Kamara.

## Palmarès
D.C. United
- Vainqueur de la Coupe MLS en 2004
- Vainqueur du Supporters' Shield en 2006 et 2007

 Crew de Columbus
- Vainqueur de la Coupe MLS en 2008
- Vainqueur du Supporters' Shield en 2008 et 2009